# بخش درادون
بخش درادون (هندی: देहरादून ज़िला، انگلیسی: Dehradun district) یک منطقهٔ مسکونی در هند است که در بخش گرهوال واقع شده‌است. منطقه دهرادون ۳٬۰۸۸ کیلومتر مربع مساحت و ۱٬۶۹۶٬۶۹۴ نفر جمعیت دارد.